# شهرستان بابایورتوفسکی
شهرستان بابایورتوفسکی (به لاتین: Babayurtovsky District) یک منطقهٔ مسکونی در روسیه است که در داغستان واقع شده‌است.